# Elena Gilbert
Elena Gilbert-Salvatore est un des personnages principaux de la série télévisée américaine Vampire Diaries, interprété par Nina Dobrev. Simple humaine, il sera révélé qu'Elena est un double de Petrova, ou Doppelgänger, un symbole complexe de la mythologie de la série. Elle se transformera en vampire à la fin de la troisième saison. Sensible, courageuse, honnête et loyale, l'évolution et la complexité d'Elena, aussi bien morale qu'amoureuse, font partie des thèmes principaux de Vampire Diaries.

## Saison 1 (2009-2010)
Elena, jeune lycéenne de dix-sept ans, essaye de reprendre une vie normale dans la petite ville de Mystic Falls, en Virginie, après le tragique accident de voiture qui a tué ses parents, quatre mois auparavant. Aidée par ses meilleures amies, Bonnie et Caroline, elle tente de faire face à cette nouvelle réalité, face à son petit frère drogué et renfermé et à la distance de son ami d'enfance et ex petit ami, Matt Donovan. Lors de la rentrée scolaire, elle rencontre Stefan Salvatore, un nouvel arrivant, et tombe peu à peu amoureuse de lui. Rapidement, ils entament une relation amoureuse. Inquiète par les attaques survenues en ville, Elena doute de plus en plus de Stefan et apprend finalement la vérité : lui et son frère, Damon, sont des vampires, chacun vivant son immortalité de manière radicalement opposée.
La jeune fille apprend également qu'elle est le parfait sosie de Katherine Pierce, la vampire à l'origine de la transformation des deux frères ayant vécu à Mystic Falls en 1864 et également la cause de l'affrontement entre les deux frères, tous deux ayant été amoureux d'elle.
Alors que les évènements surnaturels se succèdent, Damon succombe lui aussi au charme d'Elena, celle-ci n'étant pas insensible, le triangle amoureux semble se reformer au grand dam de ses protagonistes.
À la fin de la première saison, Elena apprend qu’elle a été adoptée et que ses parents biologiques sont John Gilbert, qui n'est autre que son oncle, et Isobel Flemming-Saltzman, lointaine descendante de Katherine.

## Saison 2 (2010-2011)
Elena découvre qu'elle est un « double Petrova », tout comme Katherine Pierce, ce qui explique le fait qu’elles se ressemblent autant. Les vampires et les loups-garous sont donc à sa recherche pour pouvoir briser une malédiction millénaire dite « Le Soleil et la Lune » ; c'est cette malédiction qui soi-disant empêche les vampires de s'exposer au soleil et contraint les loups-garous à se transformer à chaque pleine lune. Cette prophétie est absolument fausse et concerne uniquement Klaus, le plus diabolique des vampires originels, les tout premiers apparus sur la terre. Klaus est un vampire, certes, mais il est aussi issu d’une famille de loups-garous. C’est donc un hybride et cette malédiction garde le côté loup de Klaus enfoui. Elena est retrouvée par Klaus qui veut la sacrifier pour briser la dite malédiction. Il le fera mais, après avoir (contrainte et forcée) bu le sang de Damon, elle reviendra à la vie en humaine grâce à John qui lui transmettra son énergie vitale pour qu’elle ne devienne pas un vampire (avec l’aide d’un sort jeté par Bonnie).

## Saison 3 (2011-2012)
Elena tente par tous les moyens de retrouver Stefan, forcé de rejoindre Klaus et de commettre des atrocités. Elena et Damon se rapprochent et commencent à avoir des sentiments l'un pour l'autre(surtout dans l'épisode 19 où Elena va embrasser Damon). Stefan finit par se libérer de Klaus, et découvre que Damon et Elena se sont rapprochés. Mais le cœur de la jeune femme balance entre les deux frères. Durant cette saison, elle découvre que son sang est la clé qui permet à Klaus de créer d'autres hybrides comme lui. Dans le dernier épisode, elle finit par choisir Stefan, juste avant un accident de voiture qui lui coûte la vie. Mais à quelques minutes de la fin, on apprend que lors de cet accident, elle avait du sang de vampire dans les veines (celui de Damon que le Dr Fell lui avait administré pour la guérir d'une commotion cérébrale). Elle devient un vampire, marquant la fin de la saison 3

## Saison 4 (2012-2013)
Elena se réveille dans son lit, ne se souvenant pas de ce qu'il lui est arrivé, avec les deux frères Salvatore à son chevet. Stefan lui dit qu'il a sauvé Matt mais Damon lui annonce qu'il l'a par conséquent laissée mourir. Elena comprend alors qu'elle est morte et qu'elle s'apprête à muter en vampire. Stefan va lui apprendre à se nourrir avec du sang animal, ce que l'organisme de la jeune vampire ne supporte pas. Elle se tourne vers Damon, qui est en conflit avec son frère quant au régime alimentaire qu'Elena doit adopter. Il lui apprend à se nourrir de sang humain sans tuer pour autant. Elle boit alors son sang puis elle commence à avoir des hallucinations en voyant Damon à la place de Stefan. Au fil des épisodes, on s’aperçoit que Damon et Elena se rapprochent inexorablement tandis que cette dernière s’éloigne de Stefan car il n'est pas honnête avec elle.
Elena finit par apprendre que la distance de Stefan est due à un marché passé avec Klaus. Ne supportant plus ses mensonges, Elena décide de quitter Stefan et admet son attirance persistante pour Damon. Après des rapprochements de plus en plus explicites, elle retrouve Damon au manoir Salvatore et passe la nuit avec lui. Ils deviennent alors officiellement un couple. Rapidement, Stefan et Caroline comprennent qu'Elena est asservie à Damon, ce qui remet en cause la véracité de ses sentiments, idée qu'Elena réfute malgré les doutes de Damon. Enlevée par Rebekah avec Caroline et Stefan, elle annonce finalement ne plus être amoureuse de ce dernier et affirme sa certitude que ses sentiments envers Damon sont réels. Elena finit par lui avouer ses sentiments et ils se rejoignent dans la maison de vacances de la famille Gilbert. Tous décident de s'unir afin de trouver le remède contre le vampirisme, la fameuse cure, destinée à Elena.
Au cours de cette quête, Jeremy est dupé par Katherine et Silas, désormais réveillé, le tue froidement dans la grotte où se trouvait la cure. Après une phase de déni, Elena prend conscience tardivement de la mort de son frère et ne parvient pas à y faire face. Damon décide de la contraindre à éteindre son humanité. Elle décide dès lors de brûler la propriété des Gilbert avec le corps de son frère, n'y ayant plus désormais que des souvenirs lui rappelant ses pertes passées.
Sans humanité, Elena change du tout au tout : personnalité, apparence... Sa ressemblance avec Katherine est dès lors frappante. Les frères Salvatore sont toujours à la recherche du remède pouvant ramener Elena à elle-même, celle-ci refuse la cure et leur fait comprendre que s'ils s'obstinent à vouloir la "réparer", les conséquences seront lourdes. Lors du bal de promo, Stefan et Damon la kidnappent puis l'enferment dans les cachots de la pension afin de la priver de sang et de l'affaiblir. Ils tentent de la menacer, mais Elena comprend rapidement que leurs tentatives de torture sont vaines face à celle qu'ils refuseront toujours de blesser et en profite pour les blesser psychologiquement. Parvenant à s'enfuir, Elena finit par s'en prendre à Matt dans la forêt.
Damon fait alors mine de le tuer et Elena retrouve finalement son humanité en se focalisant sur son sentiment le plus fort depuis la mort de son frère : sa haine de Katherine, se murant alors en obsession. Elena fait peu à peu face à ses actes commis lors de sa période sans émotions et se concentre alors sur ses plans d'éliminer Katherine. Elle y parvient presque lors d'une dispute brutale au lycée mais est stoppée par Stefan, lui apprenant que Bonnie et Katherine sont liées. Lors du dernier épisode de la saison, Elena est officiellement diplômée du lycée de Mystic Falls et profite de ces instants avec ses amis. Elle décide d'offrir la cure à Stefan car elle estime qu'il la mérite mais celui-ci refuse. Elena finit par aller trouver Damon et lui avoue ses sentiments, désormais libéré de son asservissement.
Retournant au lycée, Elena aura une dispute violente avec Katherine. Cette dernière l'attaque, estimant qu'Elena ne mérite en rien son bonheur alors qu'elle ne possède plus rien. Aux portes de la mort, Elena parvient malgré tout à glisser la cure, qu'elle possède toujours, dans la gorge de Katherine et la force à l'avaler. Katherine redevient donc mortelle et humaine.

## Saison 6 (2014-2015)
Elena a beaucoup souffert durant l'été, à cause de la mort de Damon et de Bonnie. Devenue étudiante en médecine, elle force depuis quelque temps Luke à lui donner des drogues hallucinogènes afin qu'elle puisse voir Damon mais peu à peu, Elena se rend compte que cela la rend dangereuse et accroît ses instincts meurtriers de vampire. Pour ne plus souffrir, elle demande donc à Alaric de lui faire oublier Damon et celui-ci s'exécute, lui demandant de se remémorer précisément le moment où elle est tombée amoureuse de lui. Elena oublie donc qu'elle aime Damon et se rapproche de Liam, un autre étudiant en médecine de sa promotion. Elle est heureuse mais Stefan tente de lui rappeler qu'en vérité, elle est amoureuse de son frère. Damon revient parmi les vivants et Elena veut qu'Alaric lui redonne ses souvenirs ; mais ce dernier n'en a plus les capacités, étant redevenu humain.
Malgré cela, Elena et Damon finissent néanmoins par se rapprocher dans leur quête pour ramener Bonnie. Au moment où Elena veut se remettre avec Damon, elle est enlevée par Kai qui la torture mais heureusement, Damon vient a son secours et le couple se reforme. Avec l'aide de leurs amis, ils emprisonnent Kai dans les années 1903. Bonnie, ayant réussi à s'échapper du Monde-prison, lui donne le remède contre le vampirisme qu'elle a récupéré en 1994. Désireuse de vivre une vie normale, celle-ci le boit et redevient donc humaine. Damon décide de boire le remède avec elle, souhaitant vivre une vie simple aux côtés d'Elena. Le couple connaît quelques instants de bonheur mais cela est mis en péril lors du mariage cauchemardesque de Jo et Alaric, où Kai fait son grand retour. Grâce à un sortilège, il a en effet lié les vies d'Elena et Bonnie : tant que cette dernière est en vie, Elena est plongée dans un profond sommeil (justifiant le départ de Nina Dobrev de la série). C'est au tour de Damon, cette fois, de faire le deuil d'Elena...

## Saison 7 (2015-2016)
Dans cette saison, Elena n’apparaît pas étant donné qu'elle est toujours endormie dans son cercueil - dû au sortilège de Kai la liant à Bonnie - mais est très souvent mentionnée par ses amis. Dans l'épisode 4, son cercueil est déplacé par Damon, qui le confie à Tyler afin que ce dernier aille le mettre en sécurité. Dans l'épisode 11, Tyler conduit Damon jusqu'en Caroline du Nord à l'endroit où il a caché le cercueil, afin que Damon se recueille devant lui mais ce dernier, soudain victime d'une violente hallucination due à la Pierre de Phénix, se débarrasse du loup-garou, ouvre le cercueil et incendie totalement le corps d'Elena. Cependant, dans l'épisode 13, on apprend que le corps d'Elena a été placé en sécurité à New York par Enzo et Tyler, ce qui veut dire que lors de sa transe, Damon a en réalité brûlé un cercueil vide.

## Saison 8 (2016-2017)
Elle est très souvent mentionné par ses amis tout au long de la saison mais ne réapparaît physiquement que dans le dernier épisode lorsque Bonnie arrive à la réveiller en inversant le sort de Kai. Elena apprend que lors de l'ultime confrontation avec Katherine, Stefan s'est sacrifié et a injecté le remède au vampirisme à Damon. Après les funérailles de Stefan, elle peut enfin vivre pleinement sa vie avec Damon. Après avoir vécu une longue vie de bonheur en compagnie de Damon, Elena meurt et retrouve toute sa famille au paradis. 
Dans l'épisode 12 de la saison 5 de The Originals, il est montré qu'elle a son propre cabinet à Mystic falls (Elena Salvatore M.D)

## Après la série
Après la série, Elena se marie avec Damon et mène une longue et heureuse vie à ses côtés. Elle deviendra médecin et continuera à vivre à Mystic falls. Dans la série Legacies (spin-off de the originals et de the vampire diaries), il est révélé qu'elle et Damon ont eu une fille, Stefanie Salvatore.Leur fille s’appelle Stefanie en référence avec Stefan qui est mort.

## Caractère
Elena est une jeune femme à la personnalité complexe, ayant accumulé bon nombre de souffrances. On peut cependant noter que ses qualités demeurent les mêmes durant toute la série : aimante, courageuse, loyale, compréhensive, protectrice et déterminée. Elena est très maternelle, elle sait recevoir les confidences de ses proches qu'elle réconforte souvent et possède un sens du sacrifice hors du commun mais demeure malgré tout assez fragile. Tout au long de la série, elle perd ainsi de nombreux proches, ce qui la ronge complètement et la confronte à ses nombreux démons, comme sa peur maladive de l'abandon, son tempérament autodestructeur, la drogue (saison 5), le suicide (saison 4)... Elle tient cependant à ne pas ennuyer ses proches avec sa peine, bien qu'elle arrive à s'ouvrir davantage à ses amis concernant ses sentiments. Elena possède malgré tout un côté sombre qui contraste totalement avec sa personnalité de tous les jours : elle sombre ainsi plusieurs fois dans la série, lors d'évènements traumatisants ou douloureux. Lorsqu'elle perd son frère dans le courant de la saison 4, la souffrance de la jeune femme est telle que Damon la force à éteindre son humanité. Nous découvrons alors une facette encore inconnue d'Elena, ressemblant davantage à son ancêtre Katherine : manipulatrice, fêtarde, violente, provocatrice...
La jeune femme retrouvera néanmoins son humanité mais se découvrira alors plus colérique, se focalisant sur sa haine envers Katherine. Elena se montre également tout au long de la série d'une détermination sans faille pour sauver ceux qu'elle aime, notamment dans sa quête pour retrouver Stefan ou bien encore dans son envie de devenir plus forte physiquement. La jeune femme possède des valeurs qui lui sont essentielles, mais qu'elle ne pourra jamais incarner : Elena se rêvait mère de famille mais son amour pour Stefan et Damon, puis condition de vampire l'en empêcheront désormais à vie, elle se voyait écrivaine mais ne pourra jamais se consacrer à sa passion pour que personne ne découvre son immortalité. Ouverte et tolérante, Elena a un sens de l'humour certain et un côté plutôt fun et intrépide, en témoigne ses souvenirs de beuverie et du lycée, qu'elle exploite peu depuis la mort de ses parents.

## Physique et style

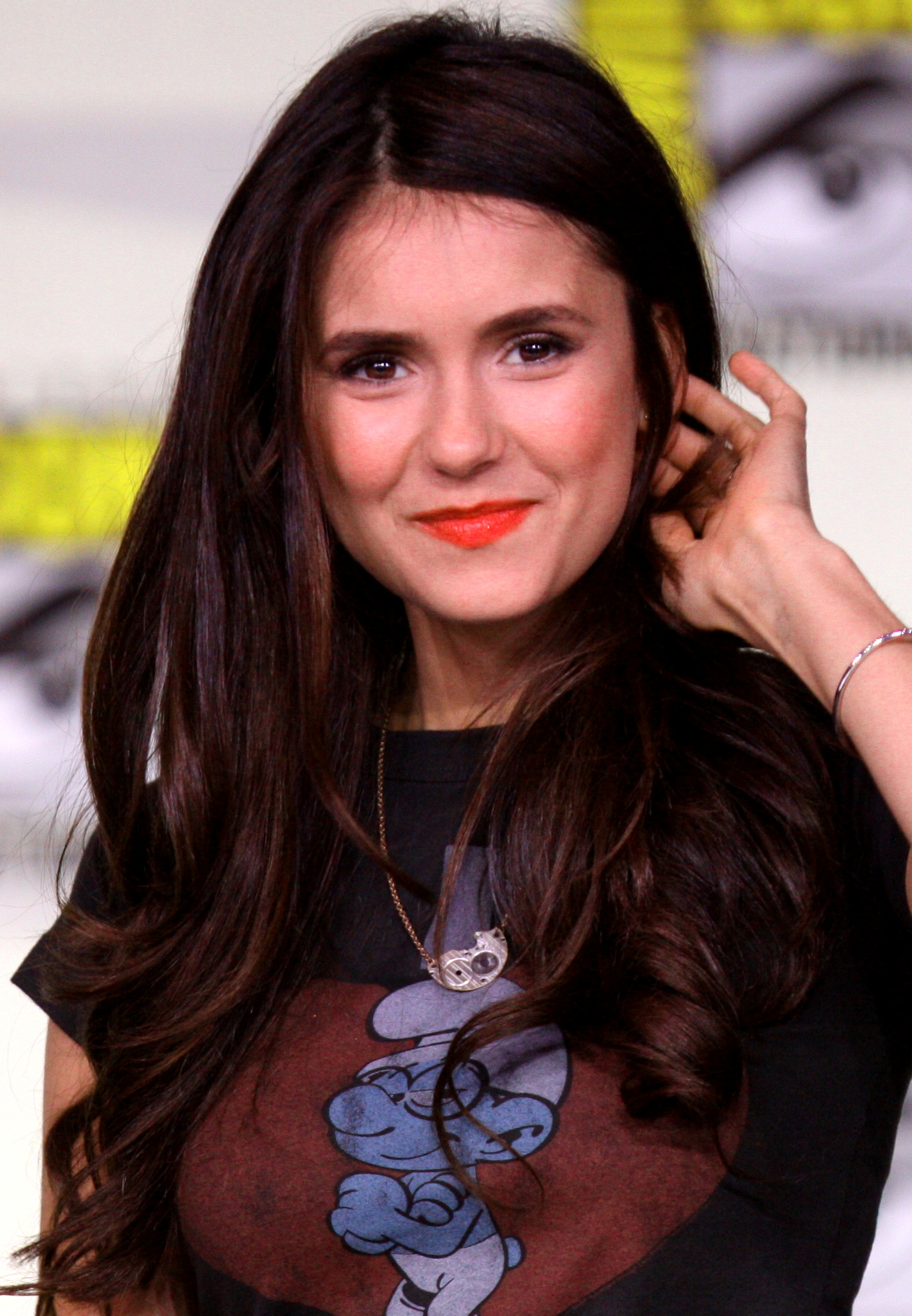
Nina Dobrev, l'interprète d'Elena.

Elena possède un sens de la mode assez simple, très casual, mais qui évolue au fil de la série et contrastant avec celui de Katherine, son double. Son physique est cependant plusieurs fois complimenté dans la série, par les frères Salvatore, Klaus, Elijah ou bien ses amis. Elena possède donc de longs cheveux bruns, un teint hâlé rappelant autant les origines bulgares du personnage que de son interprète Nina Dobrev, des yeux marron tirant vers le vert bien loin de la blonde aux yeux bleus et au teint pâle décrite dans les romans de L.J Smith. Dans la série, la jeune femme porte les cheveux très lisses, mais vers la saison 4, Elena opte pour un changement de look radical lors de sa transformation et choisit de les boucler davantage, portant une frange discrète sur un côté de son visage et ornant le tout d'une jolie mèche rouge sang. Le maquillage d'Elena demeure assez simple et nude pour la vie de tous les jours, mais devient plus appuyé au fil du temps ou lors de grandes occasions.
Au début de la série, ses tenues se résument à un jean, des tennis usées, un débardeur coloré avec un pull assorti et un sac en cuir en bandoulière. Elena privilégie le confort dans ses looks mais porte néanmoins de jolies robes et s'apprête davantage lors de grandes occasions. Son style évolue considérablement courant saison 3, Elena se féminisant davantage, portant de belles robes aux motifs abstraits ou fleuris, des chaussures à talons et des tenues plus révélatrices et colorées. Durant la saison 4, Elena change radicalement de style avec la perte de son humanité : son style se rapproche alors de celui de Katherine, la jeune femme opte pour des tenues plus moulantes et sexy, ondule ses cheveux et les orne d'une mèche rouge... Elle gardera désormais ses cheveux ainsi mais abandonnera ce style après le retour de son humanité, même s'il lui permettra d'oser davantage et de s'affirmer dans ses tenues, ce qu'Elena fait maintenant depuis la saison 4.

## Accueil du public
Elena est un des personnages centraux de la série et contribue à son succès mais elle ne fait néanmoins pas l'unanimité auprès du public de Vampire Diaries, même si la prestation de Nina Dobrev est toujours saluée. Autrefois apprécié de tous, le personnage fait de plus en plus débat au sein de la communauté et baisse dans l'estime de certains fans, au profit de son amie Caroline Forbes, jugée moins moralisatrice et plus spontanée au fil des saisons. Malgré une fanbase[Quoi ?] considérable, certains reprochent à Elena son comportement hésitant vis-à-vis des frères Salvatore et son manque de fraîcheur, possédant une histoire répétitive, concernant souvent la perte d'êtres chers. Le caractère d'Elena fait également débat : certains fans l'accusent de ne pas reconnaître les sacrifices faits pour elle par ses proches et d'être trop centrée sur elle-même et son propre chagrin, éclipsant ceux des autres. Cependant, le personnage d'Elena plaît encore à la majorité des fans et reste pour beaucoup un modèle à suivre. Elena demeure donc un des piliers de la série mais aussi de la chaîne CW, dont l'actrice Nina Dobrev est une des principales égéries mises en avant lors de spots publicitaires ou de cérémonies.